# Natyf TV
Natyf TV est une chaîne de télévision québécoise dédiée à la diversité multiculturelle.
Elle est la seule et unique chaîne de télévision francophone au Canada qui consacre une partie de sa programmation à la culture Afro.

## Historique
Sous le nom de CNV TV, elle entre en ondes le 14 juin 2018 en tant que chaîne culturelle axée sur les arts, l'éducation, la famille et la spiritualité. Dans les mois suivant son lancement la direction prend alors la décision de changer le branding de la chaîne ainsi que de redéfinir son mandat.
Le 20 janvier 2019 son fondateur, Jean-Yves Roux, rebaptise la chaîne avec comme nouveau nom Natyf TV, dont la programmation est depuis lors consacrée à la diversité ethnoculturelle.
Le 31 août 2023, le Conseil de la radiodiffusion et des télécommunications canadiennes accorde une licence de diffusion à la chaîne pour distribution obligatoire sur le service de base chez tous les câblodistributeurs québécois. Après plusieurs mois, elle est distribuée dès le 22 avril 2024, sauf chez Vidéotron dès le 23 mai 2024.

## Programmation
Productions originales diffusées sur la chaîne : 
- Les Prix Médias Dynastie[4]
- Keke Show
- La Pause Hip-Hop[5]
- Gospelmania[6]